# Археолошко подручје Ратаје (Фоча)
 Археолошко подручје Ратаје налази се на подручју насеља Миљевина, општина Фоча, Република Српска, Босна и Херцеговина. Чине га: ћелија са гробницом уклесана у стијени, остаци џамије, турбета и мезарја као и зидова за које неки истраживачи тврде да су остаци харема, а неки да су остаци средњовјековне цркве.

## Локација
Село Ратаје налази се око 1,5 km западно од Миљевине, над десном обале ријеке Говзе, око 0,5 km од њеног ушћа у ријеку Бистрицу. На врх села, на истакнутом и узвишеном мјесту, промјера око 30 m, налази се усамљена вапнена стијена вертикално усађена у релативно раван терен. Југоисточно од стијене су остаци џамије, јужно од стијене је активно муслиманско гробље породице Ченгић, сјеверно од стијене су остаци турбета и објекта непознате намјене. Макадамски пут раздваја цјелину од активног православног гробља. Око 150 m југозападно налази се кула Ченгића-Ратајаца, који су, као дио великог рода Ченгића доселили у Ратаје у другој половини XVI вијека.

## Историјски подаци
Нема историјских података о подручју, осим о породици Ченгић која води поријекло од туркменског племена Ак-којунлу (црно-овчићи). Након што су ушли у састав турске државе, један од њих се доселио у Херцеговину као намјесник. Породица Ченгић у Босни и Херцеговини била је врло разграната (Ченгићи Ратајци, Трешње, Хотовци, Мрежице, Пресјечани, Ченгићи с Устиколине и Јелешаца, те Гацка). Најпознатији је Смаил-ага Ченгић о коме је Иван Мажуранић написао познати еп Смрт Смаил-аге Ченгића.

## Опис добра
Археолошко подручје састоји се од више културних добара.
Стијена са издубљеном ћелијом и гробницом у њој је главни и централни дио цијелог комплекса. Висока је 6,2 m, а ширина јој се креће од 3,7 m до 6,1m.
Ћелија је укласана у стијену са дужином страница око 2 m x 2, 5 m. У њу се улази преко три стуба уклесана у живу стијену.
Врата су уклесана на висини од око 0,9 m. Висока су око 1,9 m, а широка 0,9 m. Улаз је полулучно засведен, а облик лука подсјећа на доба готике. Довратници су профилирани, и на њима се примјећују удубљења за вратнице. На сјеверном зиду ћелије је клупа, висине 0,4 m рачунајући од пода, дебљине 0,6 m. Клупа на бочној, западној страни завршава овално. Изнад клупе, у сјеверном зиду стијене, исклесана је плитка, трокутаста ниша.
Гробница је уклесана у средини ћелије у живац камен. На површини има облик правоугаоника, димензија 2.06 x 0,67 m, са профилацијом на врху у коју се уклапала покровна плоча. Гробница је празна и не зна се ко је у њој био сахрањен. Дио аутора датирају издубљену комору у стијени и гробницу у њој у период касног средњег вијека (XIV-XV вијек), док други датирају у касноантички период, IV-VI вијек.
Надстрешница исклесана је изнад улаза, изнад које се виде трагови обраде клесарском алатком.
Натпис, урезан источно од надстрешнице, написан је ћириличним писмом, полукурзивом. Тумачен је на разне начине од стране аутора.
Темељи 2 објекта, непосредно уз јужну страну стијене. Подаци истраживача који су вршили ископавања објектата, разликују се у детаљима, али и у три различита закључка:
- џамија и хришћански вјерски објекат дужине 16 m са улазом на стјеновитој подлози на западној страни који се завршавао источно од стијене.
- џамија и џамијски харем, подзид и оградни зид комплекса
- раносредњовјековна црква (IX-XII вијек) коју је у источном дијелу преслојила џамија (XIX вијек).

Мезарје на јужној страни је удаљено од стијене којих 20–25 m. По народној традицији у гробљу су се сахрањивали припадници породице Ченгић-Ратајаца.
Темељи неког објекта величина 7,2 x 6,7 m. Дјеломично су сачувани темељи тог објекта у висини од 0,3 до 0, 5 m. У јужном дијелу објекта 1 нађен је праисторијски материјал и 4 гроба. Тумачења су такође различита:
- трагови градинског насеља цетинске културе, тј. културе на прелазу из бакарног у раног бронзано доба
- светилиште рановизантијског доба или, што је вјероватније, припадност гробова касном средњем вијеку.

Турбе је октогоналног облика са кабуром у средини, налази око 15–20 m сјевероисточно од стијене. Спољни пречник турбета износи 7 m, а унутрашњи 6 m. На дну гробнице се назире гробна рака грађена од свијетлог локалног камена као и џамија. Рака је дубока 0,35 m, а широка је као и надземни саркофаг. Плоче саркофага су високе 0,6, а дебеле око 0,15 m. Бедренице су дугачке око 1,80 m, и украшене су са све четири стране. Доглавна и доножна плоча су широке 1 m, а украшене су по подужном горњем и доњем рубу, слично профилираним украсом.
У непосредној близини археолошког подручја налази се кула Ченгића-Ратајаца.

## Степен заштите
Археолошко подручје Ратаје проглашено је националним спомеником Босне и Херцеговине од стране Комисије за заштиту националних споменика Босне и Херцеговине на сједници одржаној од 7. do 11. октобра 2003. године.